# Lonzac
Lonzac település Franciaországban, Charente-Maritime megyében. Lakosainak száma 268 fő (2022. január 1.). Lonzac Celles, Coulonges, Échebrune, Jarnac-Champagne és Saint-Martial-sur-Né községekkel határos.

## Népesség
A település népességének változása:
| Lakosok száma | 245  | 256  | 244  | 240  | 252  | 258  | 271  | 269  | 270  | 268  |
|               | 1968 | 1982 | 1990 | 2006 | 2013 | 2015 | 2017 | 2019 | 2020 | 2022 |